# Stockholm (hrabstwo Pepin)
Stockholm – wieś w Stanach Zjednoczonych, w stanie Wisconsin, w hrabstwie Pepin.